# Шан Лоран
Шан Лоран (фр. Champ-Laurent) насеље је и општина у источној Француској у региону Рона-Алпи, у департману Савоја која припада префектури Шамбери.
По подацима из 2011. године у општини је живело 36 становника, а густина насељености је износила 7,1 становника/km². Општина се простире на површини од 5,07 km². Налази се на средњој надморској висини од 1052 метара (максималној 1.337 m, а минималној 520 m).

## Демографија
| 1962. | 1968. | 1975. | 1982. | 1990. | 1999. | 2011. |
| ----- | ----- | ----- | ----- | ----- | ----- | ----- |
| 15    | 44    | 25    | 18    | 26    | 21    | 36    |

График промене броја становника у току последњих година